# Pop operático
Pop operático ou popera é um subgênero da música pop que é executado em um estilo de canto operístico ou uma música, tema ou motivo da música clássica estilizada como pop. O subgênero é frequentemente executado por cantores e atos clássicos de crossover, embora esse campo seja muito mais amplo nos tipos de música que abrange. As apresentações de "Popera", como as dos Três Tenores, atingiram um público maior e geraram maiores lucros do que o típico da música operística.

## História
Segundo os historiadores da música, as canções pop operísticas tornaram-se mais prevalentes com a ascensão dos músicos do Tin Pan Alley durante o início dos anos 1900. Uma influência foi o grande fluxo de imigrantes italianos para os Estados Unidos que popularizaram cantores como Enrico Caruso e inspiraram a criação de "canções inovadoras" usando o dialeto italiano. As canções costumavam usar repertório operístico "para fazer um ponto satírico ou tópico". Popularizado pelo vaudeville americano, comédias musicais, jazz e operetas, exemplos incluem That Opera Rag, de Irving Berlin, My Cousin Caruso, de Billy Murray, e os riffs de Rigoletto e Pagliacci, de Louis Armstrong. O subgênero subsequentemente diminuiu após a década de 1920, mas reviveu durante a era da música rock com álbuns como The Who 's Tommy e Queen 's A Night at The Opera.

Em 1986, o tenor operático Luciano Pavarotti fez sucesso com a canção "Caruso" de Lucio Dalla, que ajudou a desencadear um recente florescimento do pop operístico. Outros cantores, incluindo Andrea Bocelli, Josh Groban, e Katherine Jenkins, também gravaram o número. Bocelli, em particular, logo se tornou um dos principais representantes do subgênero enquanto sua famosa parceira de dueto, a soprano britânica Sarah Brightman, também gravitou consideravelmente em torno dessa combinação de ópera e música pop. Nos anos 2000, cantores e grupos de canto dedicados principalmente ao pop operístico construíram esse sucesso renovado. Grupos como Il Divo e Amici Forever alcançaram popularidade com a mistura de "pop contemporâneo com estilo operístico" característico do pop operístico.